# Jean-Christophe Deveney
Jean-Christophe Deveney, né à Hyères, en 1977, est un auteur scénariste de bande dessinée français. Il est également créateur d’exposition et enseignant en scénario.

## Biographie
Jean-Christophe Deveney nait et grandit à Hyères, dans le Var.
Son goût des histoires lui vient des bandes dessinées franco-belge de ses parents et des romans jeunesses de René Goscinny ou Roald Dahl. Il se passionne pour les jeux de rôle dès ses 12 ans et participe à un concours de création originale, pour le France Sud Open de Toulon, quand il a 15 ans.
En classe de première, au lycée Jean Aicard, il participe à un atelier de bande dessinée proposé par Didier Tarquin, dessinateur de la série Lanfeust de Troy. Il le suit les deux ans de son existence, entre 1993 et 1995 et y fait la rencontre de futurs auteurs comme Olivier Dutto, Guillaume Bianco, Olivier Rouan ou Benjamin Ferré."Seul membre à avoir envie de raconter des histoires sans les dessiner", il y découvre les "aspects concrets et pratiques du métier".
Après un baccalauréat littéraire et deux ans de classes préparatoires Hypokhâgnes et Khâgnes au lycée Dumont D’Urville à Toulon, il poursuit des études de lettres modernes et d’histoire à Aix-en- Provence. Il en profite pour fréquenter le Gottferdom Studio où Didier Tarquin et Christophe Arleston ont regroupé les auteurs et autrices œuvrant à la réalisation de Lanfeust Magazine.
Après deux années aixoises, il part un an à Montréal au Québec pour poursuivre ses études de lettres modernes. Il revient en France, en 2000, et décide d’interrompre ses études pour se consacrer à l’écriture. Il collabore avec Lanfeust Magazine, participe à plusieurs concours d’écriture de nouvelles et de cinéma. Il signe son premier contrat de bande dessinée en 2001 avec la série Pitchusan, le petit Samouraï chez Albin Michel, avec Fred Noves au dessin.

## Scénariste
Depuis 2001, il vit et travaille à Lyon. Il écrit d’abord pour des séries jeunesses (Mangetrouille, Le royaume d’Estompe, Hong Kong Spirit, Petit Renard) avant de s’intéresser à des genres plus adultes comme le polar avec Bang ! (dessin de Loïc Godart) ou la biographie imaginaire, avec Johnny Jungle, qui mêle la vie réelle de Johnny Weismuller et celle fictionnelle de Tarzan, le personnage qu’il incarne à l’écran. Le diptyque est réalisé avec Jérôme Jouvray et Anne-Claire Thibault Jouvray
En 2020, il publie Géante, histoire de celle qui parcourut le monde à la recherche de la liberté, avec Núria Tamarit (Editions Delcourt) où il décide de raconter «un parcours de femme au ton juste qui ne tomberait pas dans la caricature, dans un univers d’inspiration Renaissance.» Céleste, le personnage principale, est une géante «confrontée à une société profondément patriarcale, […] qui découvrira qu’il n’est pas toujours aisé d’être une femme... même lorsqu’on mesure 12 ou 20 mètres de haut.»
Les naufragés de la Méduse sort la même année, avec Jean-Sébastien Bordas aux éditions Casterman. L’album raconte la tragédie maritime de la frégate La Méduse, en 1816 qui inspire au peintre Théodore Géricault son tableau « Le Radeau de la Méduse » en 1819. « C’est toute l’histoire de cette tragédie devenue art que décrit cet album à la construction subtile : le récit du naufrage – l’échouage sur un banc de sable, la construction d’un radeau de sauvetage, sa dérive sur l’océan treize jours durant… – se mêle au travail du peintre, dans un jeu d’allers-retours haletant.». L'album est récompensé par le prix Mémoire de la mer 2021.
2021 voit la publication en France d’Haruki Murakami, le septième homme et autres récits  avec PMGL aux éditions Delcourt. L’album est un recueil de neuf nouvelles du romancier japonais adaptées en bande dessinée. Il s’agit de la traduction et de la compilation des albums Haruki Murakami 9 stories, initialement publiés au Japon, par Switch Publishing, de 2017 à 2021. C’est Haruki Murakami qui a permis ces réalisations, après avoir reçu et approuvé une première nouvelle Crapaudin sauve Tokyo envoyée par les auteurs. Il la transmet à l’éditeur Motoyuki Shibata qui la présente dans sa revue Monkey puis décide d’en réaliser huit supplémentaires en autant d'album indépendant. La série a été traduite et publiée en Corée du Sud en 2023 et en langue anglaise, en trois volumes par Tuttle publishing sous le titre Haruki Murakami Manga stories.
Fin 2021 est également la date de parution d’Empire Falls Building, un album réalisé avec Tommy Redolfi chez Noctambule. "Un graphisme léché, une troublante intrigue : telles sont les fondations de ce brillant album ayant pour décor un “immeuble monde” en construction."
De nouveau réunis en 2024, Tommy Redolfi et Jc Deveney publient Les Météores, histoire de ceux qui ne font que passer, toujours aux éditions Delcourt. L'album est en sélection officielle du 52ème festival international de bande dessinée d'Angoulême et remporte le prix spécial du jury 2025, ex-æquo avec En territoire ennemi  de Carole Lobel. Pour Jean François Cadet, sur RFI, Les Météores sont« Un récit fait de toutes petites choses, des trajectoires humaines se croisent dans des paysages enneigés, l’anonymat d’un grand magasin ou la chaleur d’un « dinner », ce restaurant typique de l’Amérique du Nord […] où les silences pleins de mélancolie et de poésie sont aussi marquants que les dialogues. » 
Depuis 2022, Jc Deveney renoue avec l’écriture pour le jeune public, que ce soit à travers la série Jeanne des Embruns  avec Valentin Varrel, Lili Ghost avec Seb Spagnolo et David Dany ou Ecuyers, avec Olivier Pelletier et Anne-Claire Jouvray.

## Commissaire d’exposition
En parallèle de son activité de scénariste, Jean-Christophe Deveney développe à partir de 2012 celle de créateur d’exposition.
Il œuvre principalement avec Lyon Bd festival pour qui il conçoit l’exposition itinérante Héro(ïne)s qui questionne la représentation des personnages féminins en bande dessinée. "Une vingtaine d’auteurs ont été invités [...]) à « inverser » le sexe de personnages de bande dessinée. L’initiative se décline en autant de fausses couvertures d’albums. Au-delà de l’aspect parodique, cette exposition [...] questionne surtout sur la présence des femmes et leur représentation dans la littérature jeunesse".
En 2017, toujours avec Lyon Bd, il travaille sur une adaptation de L’art Invisible de Scott McCloud pour le Musée de l’Imprimerie et de la communication graphique de Lyon. L’exposition intitulée Bande dessinée : l’art invisible se tient d’avril à septembre 2017 et reçoit la visite de l’auteur américain. "Avec cette exposition […] c’est un peu comme si nous plongions dans l’univers du livre avec pour cadre le musée de l’imprimerie en guise de valeur ajoutée."
En 2018, il crée l’exposition ''N’importe où sauf à Ithaque. En s’appuyant sur les nouveaux albums de la série Corto Maltese réalisés par Juan Diaz Canales et Ruben Pellejero, il conçoit "une passionnante porte d’entrée dans un processus créatif partagé entre les contraintes de l’héritage prattien et la virtuosité de deux auteurs arrivés à pleine maturité".
En 2019, il travaille sur la bande dessinée européenne francophone contemporaine et tente d’en dresser un panorama "forcément non-exhaustif". Réalisé en partenariat avec Lyon Bd Festival, le Centre Wallonie Bruxelles de Paris et la fondation Pro Helvetia, l’exposition Plan à 3 se présente, selon Didier Pasamonik "à travers une série d’étapes qui sont autant de mots-clés : hommages, continuations, évolutions et alternatives, le parcours mélange dans un joyeux patchwork classiques et modernes, BD adulte et BD jeunesse, 48cc et romans graphiques, BD mainsteam et BD alternative, BD d’aventure et BD autobiographique ou de reportage au carrefour d’influences européennes, US et japonaises. Une exposition qui constitue un panorama façon puzzle de la création actuelle dans l’espace francophone européen."
En 2024, il retrouve le musée de l’imprimerie et de la communication graphique de Lyon, mais en tant que participant exposé. Le musée lui propose de présenter quatre de ses albums au sein de l’exposition Le Musée ambulant, lectures d’Hayao Miyazaki tout en décrivant l’origine de leur inspiration et le processus d’écriture et de collaboration avec les dessinateurs et dessinatrices.

## Publications
- Les Météores, histoire de ceux qui ne font que passer dessin et couleur Tommy Redolfi, Delcourt, Octobre 2024
- Jeanne des Embruns, 2 tomes dessin et couleur Valentin Varrel, Glénat, Octobre 2024
- Lili Ghost t01, le miroir aux mille visages, dessin de Seb Spagnolo, couleur de David Dany, Albin Michel, mai 2023
- Ballon – L’enlévement de Meynaldo, coscénario de Courty, Dessin et couleur David Combet, Albin Michel, mai 2022
- Empire Falls Building, Anatomie d’un vertige, dessin et couleur de Tommy Redolfi, Noctambules, décembre 2021
- Haruki Murakami, le septième homme et autres récits, d’après H.Murakami, Dessin et couleur PMGL, Delcourt, novembre 2021
- A bout de bras, la saga des frères Acariès, Coscénario de Pierre Ballester, dessin et couleur de Sagar Fornies, Delcourt, novembre 2021
- Ecuyers, 2 tomes, dessin Olivier Pelletier, couleur AC Jouvray, Auzou, 2021-2022
- Nialah, le désir est une jungle, dessin Christian Rossi, couleur Bora et Follin , Glénat, mars 2021
- Géante, histoire de celle qui parcourut le monde à la recherche de la liberté, Dessin et couleur Nuria Tamarit, Delcourt, juin 2020
- Les Naufragés de la Méduse, dessin et couleur Jean-Sébastien Bordas, Casterman, juin 2020
- Ballade, coscénario de Courty, dessin et couleur David Combet, Bamboo Grand Angle, mars 2019
- L’art d’aimer, Manuel de séduction antique à l’usage des contemporains, dessin et couleur Sara Quod, Lyon Bd-Lugdunum Musée-Lapin, juin 2018
- Maly Siri’s Pin-up Art, dessin Maly Siri, Métamorphoses, juin 2015
- Héro(ïne)s, La Représentation Féminine en bande-dessinée, Collectif, Lyon Bd, mai 2015
- Jules et Romane, Webtrip Saison 1, dessin collectif Européen+Québec, Lyon Bd, décembre 2013
- Johnny Jungle, 2 tomes, dessin Jérôme Jouvray, Couleurs Anne-Claire Jouvray, Glénat, 2013-2014
- Noémie et le Royaume d’Estompe dessin Tatiana Domas, Akileos, octobre 2012
- Mangetrouille, 3 tomes, dessin Seb Spagnolo, Couleur Lorien Le Lombard, 2011-2014
- Bang ! 2 tomes - Dessin et couleur Loïc Godart, Akileos, juin 2010-2012
- Petit Renard, La rivière cra-cra, dessin et couleur Ben Lebegue, Milan, novembre 2009
- Hong Kong Spirit, dessin Marc Lechuga, couleurs Lorien Aureyre, Soleil, janvier 2009
- Pitchusan, 2 tomes - Dessins Fred Noves, couleur Sébastien Gerard, Albin Michel, 2002-2004